# نيك وارد
نيك وارد (بالإنجليزية: Nick Ward)‏ (30 نوفمبر 1977 في المملكة المتحدة - ) هو مدرب كرة قدم ولاعب كرة قدم بريطاني في مركز الهجوم. لعب مع ذا نيو سينتس وشروزبري تاون ونادي إيرباص يو كاي بروتون ونادي بانغور سيتي ونادي نيوتاون وCefn Druids A.F.C. ‏ وConwy Borough F.C. ‏ ونادي تلفورد يونايتد وويلينج يونايتد.

## وصلات خارجية
- نيك وارد على موقع قاعدة بيانات كرة القدم.إي يو (الإنجليزية)
- نيك وارد على موقع Soccerbase.com (لاعب) (الإنجليزية)